# Scottish Division One 1925/1926
Třicátý šestý ročník Scottish Division One (1. skotské fotbalové ligy) se konal od 15. srpna 1925 do 24. dubna 1926.
Soutěže se zúčastnilo opět 20 klubů a vyhrál ji posedmnácté ve své historii Celtic FC. Nejlepším střelcem se stal opět hráč Cowdenbeath FC William Devlin, který vstřelil 40 branek.